# Constante de Brun
La constante de Brun, B2, es el valor al que converge la suma de los inversos de los números primos gemelos:
{\displaystyle B_{2}=\left({\frac {1}{3}}+{\frac {1}{5}}\right)+\left({\frac {1}{5}}+{\frac {1}{7}}\right)+\left({\frac {1}{11}}+{\frac {1}{13}}\right)+\left({\frac {1}{17}}+{\frac {1}{19}}\right)+\left({\frac {1}{29}}+{\frac {1}{31}}\right)+\cdots }
En 1919 Viggo Brun demostró la convergencia de la serie. Esto contrasta con el hecho de que la suma de los inversos de todos los números primos diverge. Si la serie de Brun fuera divergente, demostraría la infinidad de los primos gemelos (conjetura de los números primos gemelos), pero como es convergente no es posible tal demostración. Calculando los primos gemelos hasta 1014 (y al mismo tiempo descubriendo el error de división del Intel Pentium), Thomas Nicely estimó la constante de Brun en 1,902160578. La mejor estimación hasta la actualidad es la de Pascal Sebah y Patrick Demichel publicada en el año 2002, con todos los primos gemelos hasta 1016:
B2 ≈ 1,902160583104
También existe la constante de Brun por primos cuádruples. Un primo cuádruple es dos parejas de primos gemelos separados por 4 unidades (la distancia más pequeña posible). Los primeros primos cuádruples son (5, 7, 11, 13), (11, 13, 17, 19) y (101, 103, 107, 109). Esta constante, B4, es la suma de los inversos de todos los primos cuádruples:
{\displaystyle B_{4}=\left({\frac {1}{5}}+{\frac {1}{7}}+{\frac {1}{11}}+{\frac {1}{13}}\right)+\left({\frac {1}{11}}+{\frac {1}{13}}+{\frac {1}{17}}+{\frac {1}{19}}\right)+\left({\frac {1}{101}}+{\frac {1}{103}}+{\frac {1}{107}}+{\frac {1}{109}}\right)+\cdots }
con un valor de:
B4 = 0,87058 83800 ± 0,00000 00005